# Liste von Krankenhäusern im Kreis Viersen
Die Liste von Krankenhäusern im Kreis Viersen erfasst vorhandene, ehemals selbständige und ehemalige Krankenhäuser auf dem Gebiet des Kreises Viersen, Nordrhein-Westfalen.

## Liste
| Name                                                      | Stadt              | Jahr der Eröffnung | Träger                          | Anmerkungen         | Bild |
| --------------------------------------------------------- | ------------------ | ------------------ | ------------------------------- | ------------------- | ---- |
| Hospital zum Heiligen Geist                               | Kempen             |                    |                                 | [ 1 ]               |      |
| St. Irmgardis-Krankenhaus Süchteln                        | Süchteln           |                    | St. Franziskus-Stiftung Münster |                     |      |
| Ehemaliges Krankenhaus Breyell                            | Nettetal-Breyell   | 1898               |                                 | Heute Seniorenheim. |      |
| Städtisches Krankenhaus Nettetal (ehemals Marienhospital) | Nettetal-Lobberich | 1885               |                                 |                     |      |
| Allgemeines Krankenhaus Viersen                           | Viersen            |                    |                                 |                     |      |
| LVR-Klinik Viersen                                        | Viersen            |                    | LVR                             |                     |      |
| LVR-Klinik für Orthopädie                                 | Viersen            |                    | LVR                             |                     |      |
| Altes Kinderkrankenhaus                                   | Viersen            |                    |                                 |                     |      |